# 平邑镇
平邑镇是中国山东省临沂市平邑县下辖的一个镇。

## 行政区划
平邑镇下辖城中居委会、莲花山居委会、西城居委会、金城居委会、西苑居委会、兴水居委会、板桥居委会、蒙阳居委会、北苑居委会、东苑居委会、新城居委会、河湾村、大南泉村、小南泉村、颛臾一村、颛臾二村、颛臾三村、颛臾四村、毛家洼村、浚东村、西张庄一村、西张庄二村、西张庄三村、东张庄村、小三阳村、庞居庄村、民居庄村、利国庄村、八埠庄村、同台庄村、石崮庄村、仁德庄村、新建庄村、朝阳村、高泉村、牛山后村、白马庄村、新安村、毛家庄村、舜帝庙村、凤凰庄村、能家庄村、高山峪村、老邱峪村、东贺庄村、西贺庄村、大殿汪村、盛泉庄村、德化庄村、芦家庄村、吴家庄村、胡同村、柴山后村、才家庄村、茄山头村、白龙泉村、刘家宅村、西王庄村、讲理村、王付岭村、奎山村、蔡庄村、赵庄村、白庄村、窦家庄村、大东阳村、阳顶庄村、东阳店子村、保定庄村、永唐村、小井村、大井一村、大井二村、大井三村、大井四村、刘家村、孙家村、南城子村、红峪村、晗哺庄村、黄草村、西旺沟村、东旺沟村、红泉村、潘家井村、石盆村、南阳村、龙石村、四平村、常山村。